# Mimosa pseudolepidota
Mimosa pseudolepidota là một loài thực vật có hoa trong họ Đậu. Loài này được (Burkart) Barneby miêu tả khoa học đầu tiên năm 1991.